# Tyran De Lattibeaudiere
Tyran Tyroon De Lattibeaudiere (Kingston, 25 gennaio 1991) è un cestista giamaicano.

## Palmarès
- Coppa LEB Plata: 1

Fundación Granada: 2017